# Glomerulo

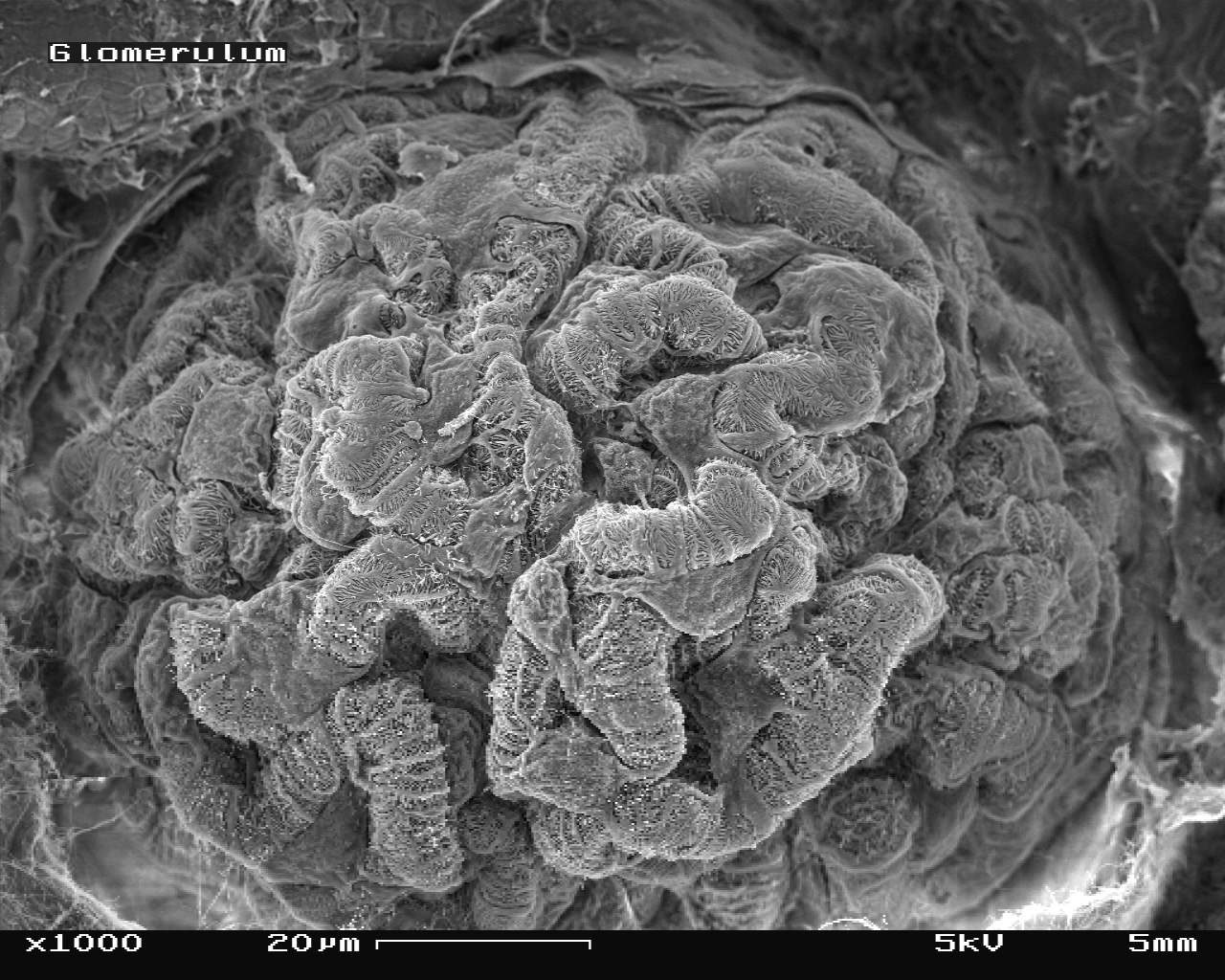
Glomerulo

Il glomerulo  è la porzione vascolare del corpuscolo renale di Malpighi e rappresenta un gomitolo vascolare costituito da una rete mirabile arteriosa (o sistema portale arterioso) in quanto formato da capillari interposti tra due arteriole, l'afferente e l'efferente. Il glomerulo, insieme al tubulo renale, costituisce il nefrone, l'unità funzionale del rene.
Nell'organismo umano sono presenti circa 2.000.000 di nefroni, cioè 1.000.000 per ogni rene.

## Struttura

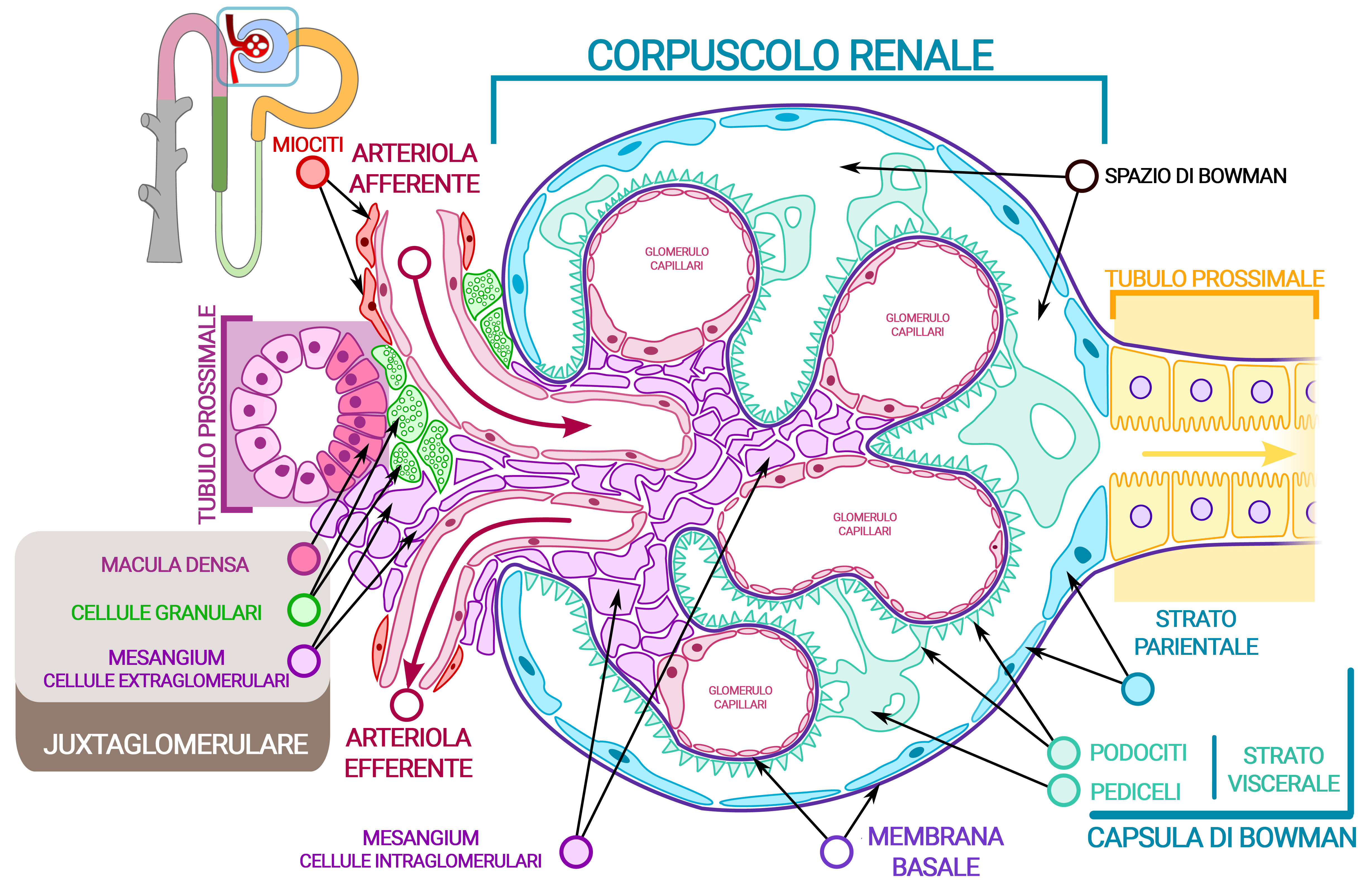
Un corpuscolo renale, che mostra l'apparato juxtaglomerulare con: cellule juxtaglomerulari (cellule granulari), cellule macula densa e mesangium (cellule extraglomerulari).

L'arteriola afferente penetra nella capsula di Bowman attraverso il suo polo vascolare e si ramifica in numerosi capillari fenestrati che descrivono una struttura la cui forma ricorda un gomitolo.
La superficie esterna dei capillari è rivestita da podociti, cellule dotate di estroflessioni citoplasmatiche (dette pedicelli) che si interdigitano tra loro a formare un filtro in corrispondenza delle fenestrature.
Tra il rivestimento interno dei capillari e i pedicelli si trova la lamina densa, risultante dalla confluenza delle membrane basali dei podociti e delle cellule endoteliali.
Le anse capillari sono tenute in sede da tessuto di origine connettivale la cui componente cellulare è rappresentata dalle cellule del mesangio, nel cui citoplasma si trovano filamenti contrattili.
I capillari confluiscono nell'arteriola efferente renale, di minor calibro rispetto all'afferente, che abbandona la capsula di Bowman attraverso il suo polo vascolare.

### Membrana capillare glomerulare
La membrana capillare glomerulare è costituita da tre strati che, dal più interno al più esterno, sono l'endotelio dei capillari glomerulari, la membrana basale ed uno strato epiteliale costituito dai podociti. Malgrado tale membrana sia formata da tre strati, al posto dei due che si riscontrano nei comuni capillari, la costante di filtrazione capillare {\displaystyle K_{f}} è più elevata, e quindi sono più permeabili alle piccole molecole anche se non filtrano proteine. La ragione di ciò è dovuta alle fenestrae, sorta di pori o fessure di cui l'endotelio dei capillari glomerulari è costellato. Le fenestrae sono ben più larghe (70-100 nm) della maggior parte delle proteine circolanti nel plasma ma le cariche negative di cui sono costellate respingono le proteine plasmatiche, anche le più piccole come l'albumina, dato che anch'esse sono cariche negativamente.
La membrana basale, spessa 250-350 nm, è costituita da una rete di fibre collagene e di proteoglicani cui sono associate ulteriori cariche negative, è permeabile all'acqua e alla maggior parte delle piccole molecole plasmatiche. Infine i podociti tramite i loro pedicelli, anch'essi carichi negativamente, rivestono i capillari glomerulari. I pedicelli adiacenti si interdigitano tra loro per delimitare fessure di filtrazione e nell'insieme, podociti e pedicelli, creano una membrana porosa i cui pori hanno un diametro di 5nm.
Si può dire con buona approssimazione che la filtrabilità di una molecola attraverso i capillari glomerulari è inversamente proporzionale al suo peso molecolare e/o alla sua dimensione, infatti l'acqua, il glucosio e ioni come il Na+ filtrano liberamente (filtrabilità 1,0), la mioglobina (17.000 Da) ha una filtrabilità di 0,75 mentre l'albumina (69.000 Da) ha una filtrabilità di 0,006, pressoché nulla. Le molecole cariche positivamente, in ragione delle cariche negative della membrana, sono più facilmente filtrabili.

## Flusso ematico renale
Il flusso ematico renale (FER o RBF, Renal Blood Flow) è il rapporto tra il gradiente pressorio dei vasi renali e la resistenza vascolare renale totale.

I vasi renali di riferimento sono l'arteria renale, la cui pressione è simile a quella sistemica, e la vena renale, la cui pressione è di 3-4 mmHg. Le resistenze vascolari renali sono costituite perlopiù dalle arterie interlobulari, dalle arteriole afferenti e dalle arteriole efferenti; tutti gli altri vasi danno un contributo minore. Se la resistenza vascolare in qualsiasi distretto del rene diminuisce, il flusso renale tenderà ad aumentare, e viceversa se quest'ultimo aumenta, la resistenza tenderà a diminuire, se le pressioni nell'arteria e nella vena renale restano costanti.
Il flusso ematico renale è pari a 1.100 mL/min in un uomo di 70 kg, ovvero circa il 22% della gittata cardiaca, il che rende i reni tra gli organi più vascolarizzati dell'intero organismo in rapporto al loro peso. Il flusso renale è di gran lunga superiore a quello che sarebbe necessario per nutrire i reni e rimuovere i metaboliti tossici o di scarto; serve infatti a fornire plasma a sufficienza data l'elevata velocità di filtrazione per regolare il bilancio elettrolitico ed il volume dei liquidi corporei.
La porzione più vascolarizzata del rene è la corticale, che riceve il 98-99% del flusso totale, mentre alla midollare resta solo l'1-2%. Il consumo di ossigeno da parte dei reni è direttamente proporzionale alla velocità di riassorbimento del sodio, per cui se vi è un flusso renale minore, vi sarà una minore VFG, verrà filtrato meno sodio e consumato meno ossigeno. È però da tener presente che esiste comunque un consumo basale d'ossigeno da parte delle cellule renali che non influenza il riassorbimento del sodio.

## Filtrazione glomerulare
La filtrazione glomerulare è il primo processo svolto dal rene nella formazione dell'urina e si svolge in ciascun nefrone. Il sangue ad alta pressione proveniente dall'arteriola afferente entra nella rete mirabile di capillari fenestrati all'interno del glomerulo renale e ciò permette alla struttura di filtrarlo all'interno della capsula di Bowman dando origine ad un liquido, il filtrato glomerulare, virtualmente privo di proteine, eritrociti e cellule del sangue, povero di calcio e di acidi grassi ma per il resto di composizione simile al plasma. Una volta nella capsula di Bowman il filtrato glomerulare penetra all'interno del tubulo prossimale con cui essa è in continuità e poi prosegue nel sistema tubulare del nefrone dove va incontro ad altre modificazioni, principalmente riassorbimento di alcune sostanze dai tubuli al plasma e secrezione di altre da questo ai tubuli.

### Velocità di filtrazione glomerulare
La velocità di filtrazione glomerulare (VFG o GFR, glomerular filtration rate) è il volume di fluido filtrato dai capillari glomerulari del rene nella capsula di Bowman nell'unità di tempo.
{\displaystyle VFG=K_{f}\times \left[P_{G}-P_{B}-\left(\Pi _{G}-\Pi _{B}\right)\right]\ }
- {\displaystyle VFG} è la velocità di filtrazione glomerulare.
- {\displaystyle K_{f}} è la costante di filtrazione capillare cioè il prodotto della permeabilità per l'area della superficie del capillare, è pari a circa 12,5 mL/min*mmHg.
- {\displaystyle P_{G}} è la pressione idrostatica all'interno dei capillari glomerulari, circa 60 mmHg.
- {\displaystyle P_{B}} è la pressione idrostatica all'interno della capsula di Bowman, 18 mmHg.
- {\displaystyle \Pi _{G}} è la pressione colloido-osmotica all'interno dei capillari glomerulari, 32 mmHg.
- {\displaystyle \Pi _{B}} è la pressione colloido-osmotica all'interno della capsula di Bowman, 0 mmHg in condizioni normali.

La {\displaystyle P_{G}} è determinata dalla differenza di pressione tra il sangue dell'arteriola afferente e quello dell'arteriola efferente. Le variazioni di pressione idrostatica all'interno dei capillari glomerulari sono il sistema di regolazione principale della VFG, che aumenta all'aumento di {\displaystyle P_{G}}. Tali variazioni di pressione sono determinate dalla vasocostrizione o vasodilatazione delle arteriole che ne modificano la resistenza.
{\displaystyle P_{a}-P_{G}=R_{a}\times Q_{a}}
{\displaystyle P_{G}-P_{e}=R_{e}\times Q_{e}}
- {\displaystyle P_{a}} è la pressione dell'arteriola afferente.
- {\displaystyle P_{e}} è la pressione dell'arteriola efferente.
- {\displaystyle R_{a}} è la resistenza dell'arteriola afferente.
- {\displaystyle R_{e}} è la resistenza dell'arteriola efferente.
- {\displaystyle Q_{a}} è il flusso dell'arteriola afferente.
- {\displaystyle Q_{e}} è il flusso dell'arteriola efferente.

La {\displaystyle P_{B}} è la pressione idrostatica nella capsula di Bowman ed è determinata dalla differenza tra la pressione della capsula di Bowman e quella del tubulo discendente.
{\displaystyle P_{B}-P_{d}=R_{d}\times (Q_{a}-Q_{e})}
- {\displaystyle P_{d}} è la pressione del tubulo discendente.
- {\displaystyle R_{d}} è la resistenza del tubulo discendente.

In un nefrone sano {\displaystyle \Pi _{B}} è trascurabile e può essere omesso poiché non ci sono proteine all'interno della capsula di Bowman.
La somma delle pressioni idrostatiche e colloido-osmotiche è detta pressione netta di filtrazione ed è pari a 10 mmHg. È da precisare che i valori descritti per ciascuna pressione sono stime soggette a variazioni fisiologiche e patologiche e che non sono mai state misurate direttamente nell'uomo ma sono state dedotte a partire da modelli animali.
I capillari all'interno della capsula di Bowman possiedono una più elevata velocità di filtrazione rispetto a quelli di altri distretti del circolo sanguigno dal momento che la {\displaystyle P_{G}} all'interno dei capillari è molto più elevata così come, in media, è 420 volte più elevato {\displaystyle K_{f}}. In un adulto con reni funzionali la VFG è pari a 180 L/die o 125 mL/min. L'elevata velocità di filtrazione permette al rene di rimuovere rapidamente i prodotti tossici o di scarto dall'organismo infatti la maggior parte di essi non viene riassorbita o viene riassorbita in piccolissima parte rispetto a sostanze utili come il glucosio che vengono completamente riassorbite. Inoltre ciò permette all'organo di filtrare ogni giorno tutto il plasma dell'organismo circa 60 volte, svolgendo quindi una continua azione di controllo.
La frazione del flusso plasmatico renale filtrata attraverso il glomerulo è detta frazione di filtrazione (FF, filtration fraction) e corrisponde al rapporto tra la velocità di filtrazione glomerulare (VFG) e il flusso plasmatico renale (FPR o RPF, renal plasma flow).
{\displaystyle FF={\frac {\textrm {VFG}}{\textrm {FPR}}}}
Nell'uomo la frazione di filtrazione è pari a circa 0,2 cioè al 20% del plasma che scorre nella circolazione renale.

#### Autoregolazione della VFG e del FER
Esistono meccanismi a feedback intrinseci al rene che permettono di mantenere relativamente costanti il Flusso Ematico Renale e la VFG malgrado variazioni di pressione arteriosa. Questi meccanismi mantengono costanti questi due parametri quando la pressione arteriosa è compresa tra 80 e 170 mmHg e li fanno variare di poco quando la pressione è leggermente superiore o inferiore. Se non esistessero questi meccanismi autoregolazione basterebbero lievi incrementi della pressione arteriosa per determinare aumenti della VFG che, ponendo costante il riassorbimento, determinerebbero un aumento del flusso urinario di decine di volte rispetto a quello normale, pari a 1.500 mL al giorno, il che determinerebbe un'ipovolemia incompatibile con la vita.

Nel rene esistono sia un'autoregolazione della VFG che meccanismi di adattamento a livello del tubulo renale che modificano la velocità di riassorbimento in base alle variazioni della VFG, determinando il cosiddetto feedback tubuloglomerulare. L'autoregolazione si basa sulla concentrazione del cloruro di sodio a livello della macula densa, che a sua volta è legata a modificazioni della resistenza delle arteriole renali afferente (che diminuisce) ed efferente (che aumenta). Se la VFG diminuisce, la concentrazione di cloruro di sodio a livello della macula densa diminuisce. La macula densa risponde diminuendo la resistenza nell'arteriola afferente, aumentando così la pressione idrostatica glomerulare, nonché stimolando le cellule iuxtaglomerulari (che si trovano nella parete delle arteriole afferente ed efferente) a secernere renina. La renina aumenta la formazione di angiotensina I, poi convertita in angiotensina II, che, come detto, ha azione vasocostrittrice sulle arteriole efferenti ed aumenta la pressione idrostatica glomerulare.
Un piccolo contributo al mantenimento di VFG e Flusso Ematico Renale costanti è forse determinato dal meccanismo miogeno (o miogenico), cioè alla capacità di ciascun vaso sanguigno di rispondere all'aumento di pressione arteriosa (e quindi allo stiramento) tramite contrazione della sua muscolatura liscia, determinata da un aumento del passaggio del Ca2+ dal liquido extracellulare alle cellule muscolari lisce del vaso, attraverso canali ionici sensibili allo stiramento.

#### Controllo della VFG e del FER
Il Flusso Ematico Renale e la velocità di filtrazione glomerulare sono determinate principalmente dalla pressione idrostatica glomerulare e dalla pressione colloido-osmotica glomerulare. Queste, a loro volta, sono influenzate dal sistema nervoso ortosimpatico e da un certo numero di sostanze vasocostrittrici o vasodilatatrici. Tra queste figurano: adrenalina, noradrenalina, endotelina, angiotensina II, ossido nitrico, bradichinina, prostaglandine.
- Il sistema nervoso ortosimpatico innerva tutti i vasi sanguigni renali, dall'arteria renale sino alle arteriole afferente ed efferente. Quando il sistema nervoso ortosimpatico è scarsamente o moderatamente stimolato, per esempio per una lieve diminuzione della pressione sistematica, non si registrano grandi variazioni nel flusso ematico o nella VFG, quando però è altamente stimolato, per esempio durante una grave emorragia, vasocostringe le arterie renali, determinando una diminuzione del flusso ematico e della VFG.
- L'adrenalina e la noradrenalina, liberate dal surrene, sono due ormoni vasocostrittori che agiscono a livello delle arteriole afferenti ed efferenti riducendo flusso ematico renale e VFG. Di norma la loro azione si sovrappone a quella dell'ortosimpatico, che rilascia questi ormoni nelle sue terminazioni postgangliari.
- L'endotelina è un potente peptide vasocostrittore che viene rilasciato dall'endotelio in seguito ad una sua lesione. Diminuisce il flusso ematico renale e la VFG.
- L'angiotensina II è un ormone vasocostrittore che si forma a livello polmonare, renale e nella circolazione sistemica. La sua azione vasocostrittrice si esplica a livello delle arteriole afferenti, determinando riduzione del flusso ematico renale ed aumento della pressione idrostatica glomerulare e stabilizzazione della VFG in seguito a diminuzione della pressione arteriosa o del volume ematico. Dal momento che il flusso renale si riduce anche il flusso peritubulare si riduce di conseguenza e questo permette un aumento del riassorbimento di acqua e sodio che a loro volta tendono a ristabilire il volume ematico.
- L'ossido nitrico è un potente vasodilatatore secreto dall'endotelio. Si pensa che sia continuamente secreto ad un livello basale. Quale vasodilatatore, riduce la resistenza vascolare ed aumenta il flusso ematico renale e la VFG.
- La bradichinina e le prostaglandine sono autacoidi (ormoni ad azione localizzata) con effetto vasodilatatore che aumentano il flusso ematico renale e la VFG. Agiscono in particolare a livello delle arteriole afferenti contrastando gli effetti dell'ortosimpatico e dell'angiotensina II.

Esistono condizioni patologiche o non patologiche che alterano la VFG o il flusso ematico renale.
- Elevati livelli di glucosio nel sangue aumentano la VFG e il flusso ematico renale. La spiegazione è che glucosio e sodio vengono riassorbiti insieme nel tubulo prossimale e la minore concentrazione di cloruro di sodio a livello della macula densa determina l'attivazione dei meccanismi di autoregolazione della VFG e del flusso ematico renale.
- Un elevato apporto proteico aumenta la VFG e il flusso ematico renale. La maggiore concentrazione di aminoacidi nel sangue ne determina un aumento riassorbimento a livello del tubulo prossimale, ma insieme a ciò avviene un aumentato riassorbimento del sodio. La minore concentrazione di cloruro di sodio è poi rilevata dalla macula densa e questo aziona il meccanismo di autoregolazione renale. Una dieta particolarmente proteica determina anche un aumento dell'escrezione di urea.